# Изучение языка в тандеме
Изучение языка в тандеме — метод изучения языка, основанный на формировании пары из носителей разных языков и последующем языковом обмене между ними. Как правило, оба носителя, также называемые тандем-партнерами, преподают друг другу свои родные языки. Подобная методика изучения иностранного языка активно используется как часть учебного процесса во многих языковых школах и ВУЗах.

## Суть метода
Тандем-партнеры могут изучать язык как при личной встрече, так и используя телефон, e-mail, skype или любые другие средства дистанционной коммуникации. Процесс изучения языка может проходить в различных формах: от неформального общения до квалифицированного обучения (при соответствующей подготовке тандем-партнеров) с использованием различных вспомогательных материалов и учебников. Как правило, изучение языка в тандеме используется для улучшения уже имеющихся языковых знаний, так как метод предполагает, что тандем-партнеры могут понимать друг друга, то есть как минимум строить фразы на изучаемом языке. Таким образом, этот метод малоэффективен для начального изучения языка. С другой стороны, он хорошо подходит людям, стремящимся улучшить свои разговорные или письменные навыки. Изучение языка с тандем-партнером позволяет партнерам практиковать языковые навыки в условиях, близких к реальному повседневному общению, что выгодно отличает этот метод от групповых занятий с педагогом. Кроме того, живое общение двух людей, которое сопровождает процесс изучения языка, способствует культурному обмену между представителями различных народов. В частности, тандем-партнеры могут разговаривать об истории или литературе своих народов, что делает данный метод ещё более привлекательным, познавательным и интересным.

## История изучения языка в тандеме
Метод изучения иностранного языка в тандеме был известен, как минимум, несколько столетий назад. Одними из первых документально засвидетельствованных тандем-партнеров были Джон Мильтон и Роджер Уильямс в XVI веке. Мильтон разговаривал с Уильямсом на древнееврейском, древнегреческом, латыни и французском в обмен на голландский, который хорошо знал Уильямс.
Первые упоминания о системном педагогическом использовании подобного метода обучения (не только иностранному языку, но и другим дисциплинам) относятся к началу XIX века, когда английские учителя Джозеф Ланкастер и Эндрю Бэлл разработали и внедрили так называемую «систему взаимного обучения» или Белл-Ланкастерскую систему. Суть этой система заключалась в стимулировании учеников помогать друг другу при освоении нового материала, что позволяло облегчить работу школьного учителя, передав значительную её часть непосредственно ученикам. Похожая система позже использовалась Петером Петерсеном в Германии в «Дженапланских школах» в начале 20 века, а, начиная с 1960-х годов схожие образовательные модели широко распространилась в США. Системное изучение именно иностранного языка в процессе языкового обмена стало бурно развиваться, начиная с конца 1960-х годов, в рамках немецко-французских молодёжных встреч и «аудио-визуального метода» Уамбаха. В дальнейшем, Клаус Либе-Харкорт и Нюкет Цимилли использовали метод тандем-партнеров для обучения турецких иммигрантов немецкому языку в Германии и Швейцарии. Методическая основа для метода тандем-партнеров была разработана Юргеном Вольфом в 1979 году для испанско-немецкого языкового обмена, и впоследствии была адаптирована для основных европейских и мировых языков. В условиях растущей европейской интеграции и мировой глобализации простота и эффективность языкового обмена способствовала его быстрому распространению на многие языковые школы и ВУЗы мира. Современное развитие средств коммуникации, в первую очередь Интернета, дает возможность практически каждому человеку на Земле найти себе подходящего тандем-партнера и изучать иностранные языки. В последние годы появился ряд Интернет-сайтов, организованных в форме социальных сетей, которые фактически предоставляют собой базу данных людей, желающих изучать иностранные языки с удобным интерфейсом для поиска подходящего тандем-партнера.

## Возможности и эффективность метода
Изучение языка в тандеме возможно для любой возрастной группы, начиная с детей и кончая пожилыми людьми. Этот метод может использоваться в образовательных учреждениях всех уровней, от детского сада до университета, а также в рамках самообразования. В то же время существуют определенные ограничения на начальные уровень тандем-партнеров: от них требуется минимальные разговорные или письменные навыки для эффективного учебного процесса. Верхний же уровень начального владения языком не ограничен, и языковой обмен может быть полезен даже для людей, обладающих профессиональным уровнем владения языком. Общаясь с тандем-партнером можно развивать все основные письменные и устные навыки владения языком: говорение, слушанье, письмо, чтение. Тем не менее языковой обмен не может быть единственным методом для профессионального изучения языка, его, как минимум, необходимо сочетать с изучением грамматики языка. Важную роль играет психологическая совместимость тандем-партнеров, так как учебный процесс проходит наиболее эффективно при благоприятной, дружеской атмосфере общения между ними.